# Benjamin Kigen
Benjamin Kigen (5 luglio 1993) è un siepista keniota, vincitore della medaglia di bronzo ai Giochi olimpici di Tokyo 2020.

## Palmarès
| Anno | Manifestazione      | Sede         | Evento       | Risultato | Prestazione | Note |  |
| ---- | ------------------- | ------------ | ------------ | --------- | ----------- | ---- |  |
| 2019 | Giochi panafricani  | Rabat        | 3000 m siepi | Oro       | 8'12"39     |      |  |
| 2019 | Mondiali            | Doha         | 3000 m siepi | 6º        | 8'06"95     |      |  |
| 2021 | Giochi olimpici     | Tokyo        | 3000 m siepi | Bronzo    | 8'10"38     |      |  |
| 2022 | Campionati africani | Saint Pierre | 3000 m siepi | 6º        | 8'38"83     |      |  |
| 2022 | Mondiali            | Eugene       | 3000 m siepi | Batteria  | 8'22"52     |      |  |

## Campionati nazionali
2022
- Bronzo ai campionati kenioti, 3000 m siepi - 8'27"16

2023
- 5º ai campionati kenioti, 3000 m siepi - 8'34"34

2025
- Bronzo ai campionati kenioti, 3000 m siepi - 8'39"75

## Altre competizioni internazionali
2017
- Oro al Golden Spike Ostrava ( Ostrava), 3000 m siepi - 8'11"54
- Oro al Meeting de Atletismo Madrid ( Madrid), 1500 m piani - 3'36"36

2018
- Oro al Prefontaine Classic ( Eugene), 3000 m siepi - 8'09"07

2019
- Argento al Meeting de Paris ( Parigi), 3000 m siepi - 8'07"09
- Oro al Nanjing World Challenge ( Nanchino), 3000 m siepi - 8'08"94
- Oro al Golden Gala Pietro Mennea ( Roma), 3000 m siepi - 8'06"13
- Bronzo al Meeting international Mohammed VI d'athlétisme de Rabat ( Rabat), 3000 m siepi - 8'07"25
- Oro ai Giochi Mondiali militari ( Wuhan), 3000 m siepi - 8'24"50

2021
- Vincitore della Diamond League nella specialità dei 3000 m siepi
- Oro al Meeting de Paris ( Parigi), 3000 m siepi - 8'07"12
- 7º all'Herculis ( Monaco), 3000 m siepi - 8'15"09
- Oro al Weltklasse Zürich ( Zurigo), 3000 m siepi - 8'17"45

2022
- 6º alla Doha Diamond League ( Doha), 3000 m siepi - 8'23"65

2023
- 6º al Meeting de Paris ( Parigi), 3000 m siepi - 8'13"49
- 7º al Prefontaine Classic ( Eugene), 3000 m siepi - 8'16"50

2025
- 13º alla Maratona di Barcellona ( Barcellona) - 2h11'55"